# Willem Karel Hendrik Karstens

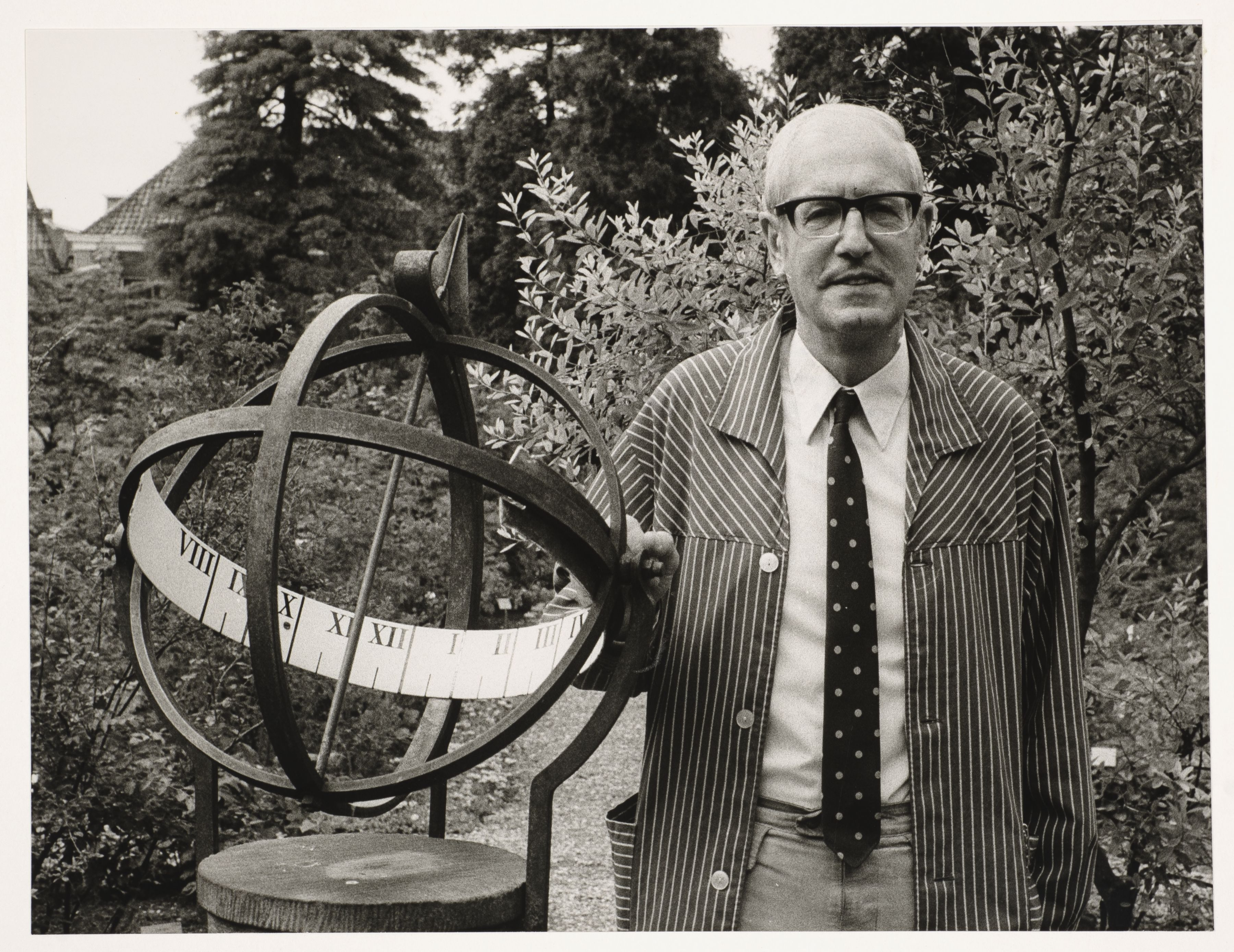
W.K.H. Karstens (1973)

Willem Karel Hendrik Karstens (* 4. Februar 1908 in Leiden; † 24. August 1989 in Nieuwegein) war ein niederländischer Botaniker.

## Leben
Willem Karel Hendrik war der Sohn des Lehrers Matthijs Willem Karstens (* 13. Juli 1867 in Zoeterwoude; † 20. November 1950 in Oss) und dessen am 30. Juni 1898 in Leiden geheirateten Frau Elisabeth Blankwaardt (* 11. März 1873 in Leiden; † 10. April 1937 in Wassenaar). Er hatte die christliche höhere Bürgerschule (H.B.S.) in Leiden besucht und ein Studium der Biologie an der Universität Leiden aufgenommen. 1937 wurde er Konservator am botanischen Labor in Leiden, welches Amt 1934 gegründet worden war. 
Im Dezember 1938 promovierte Karstens bei Lourens Gerhard Marinus Baas Becking mit dem Thema Anthocyanin and Anthocyanin formation in seedlings of Fagopyrum esculentum Moench zum Doktor der Naturwissenschaften. Am 29. Oktober 1947 wurde er per königlichen Beschluss an der Leidener Hochschule zum Lektor für Botanik berufen. Diese Aufgabe übernahm er am 9. November 1948 mit der eröffnenden Lesung De kennis van de inwendige structuur van de hogere plant. 
Am 23. Oktober 1957 erhielt er die außerordentliche Professor für Pflanzenanatomie in Leiden, welche Aufgabe er am 16. Mai 1958 Einführungsrede Het wonder der differentiatie übernahm. 
Noch im selben Jahr wurde er Leiter des Hortus Botanicus Leiden und des damit verbundenen Reichsherbariums, als Nachfolger des gesundheitlich angeschlagenen Taco Hajo van den Honert (1899–1959). Nach dem Tod von Honert übernahm er am 30. Dezember 1959 die ordentliche Professur mit dem Lehrauftrag für allgemeine Botanik. 
Während seiner Professurzeit beschäftigte er sich vornehmlich mit der Anatomie von Pflanzen und bekleidete verschiedene Funktionen bei der königlich niederländischen Botanischen Vereinigung sowie der königlich niederländischen Gesellschaft für Gartenbau. Literarisch wären seine historischen Forschungen zur Geschichte des Hortus zu erwähnen. 
Am 22. Juni 1973 wurde er aus seiner Professur emeritiert und hielt am 28. November 1973 sein Abschiedscolleg. In diesem Kontext verlieh man ihm am 28. September 1973 Ritterwürde des Ordens vom niederländischen Löwen. Nachdem er gestorben war, wurde sein Leichnam am 29. August 1989 begraben.
Karstens verheiratete sich am 22. Oktober 1942 in Leiden mit Dorothea Wilhelmina Gesiena Wicherink (* 7. Oktober 1913 in Alkmaar; † 1. Juli 2009 in Doorn), Tochter von Jan Willem Wicherink (* 3. Oktober 1871 in Amsterdam; † 3. April 1946 in Wassenaar). Die Ehe blieb kinderlos.

## Werke
- Anthocyanin and anthocyanin formation in seedlings of Fagopyrum esculentum Moench. 1938
- Plantaardige kleurstoffen. 1943
- De Kennis van de inwendige structuur van de hogere plant. 1948
- Het wonder der differentiatie: rede bij het aanvaarden van het ambt van Buitengewoon hoogleraar in de plantenanatomie aan de Rijksuniversiteit te Leiden, 16 Mei 1958. 1958
- Enquête naar het type betrekkingen bekleed door biologen, die na de bevrijding zijn aangekomen en te Leiden zijn afgestudeerd. 1968
- Hortus Botanicus. Leiden 1972
- De Leidse Hortus. Een botanische erfenis. 1982 (mit Herman Kleibrink)
- Aantekeningen betreffende het Rijksherbarium en de Hortus Botanicus, verkregen tijdens het doorzoeken van het archief en de notulen van de vergaderingen van Curatoren der R.U. Leiden, over de periode 1725-1875. 1983

## Weblink
- Eintrag bei der digitalen Bibliothek der niederländischen Literatur (DBNL)